# 李宏錕
李宏錕（1895年—1957年），字劍鳴，四川省三台縣柳池鄉（中太镇長樂鄉袁家庵）人，曾任重慶市市長。

## 生平[1][2][3]
- 早年在本縣讀私塾、縣立高小。
- 宣統元年（1909年）入四川陸軍速成學堂，畢業後分發在陸軍第三十三混成協任排官。
- 川軍第二師賴心輝部，歷任連長、營長。
- 國軍第二十一師（師長劉存厚）第四十二旅（旅長賴心輝）第八十四團團長
- 國民革命軍第二十二軍副軍長兼第一師師長
- 四川軍事高等研究所學習，後投劉湘部，參加歷次川軍內戰
- 四川善後督辦公署參謀長，兼任成都衛戍司令部司令
- 民國二十二年（1933年），升中將副軍長
- 民國二十五年（1936年），川康綏靖主任公署中將參謀長
- 民國二十五年（1936年），代理重慶市市長
- 民國二十七年（1938年）5月4日，任重慶市市長
- 重慶市防空司令部成立．重慶行營委任重慶警備司令李根固兼防空司令。重慶市長李宏錕兼副司令
- 民國二十七年（1938年）8月1日，行政院國務會議決議，免去重慶市市長，由蔣志澄繼任
- 民國二十八年（1939年），四川禁煙善後督辦公署，在川東、川西、川南、川北增設四個協辦公署，以李宏錕等為協辦，加緊禁煙工作。
- 民國二十九年（1940年），四川省臨時參議會參議員
- 1950年，西南軍政委員會主席劉伯承致函李宏錕： 「你的田地財產要按政策交出，爭取做個開明人土。」，於是，李宏錕將其珍藏多年的故宮畫冊、金石拓本共140餘件(冊)，悉數送給三台縣文化館。其後，又將重慶、成都的公館、茶莊和長樂街房及田土百餘畝，全部上交。
- 1951年，定居重慶。
- 1957年，病故。